# Vasilij Agapkin
Vasilij Ivanovitj Agapkin (ryska: Васи́лий Ива́нович Ага́пкин), född 1884, död  1964, var en rysk militärmusiker, dirigent och kompositör. Han är kanske mest känd för att ha komponerat marschen Den slaviska kvinnans avsked (skriven 1912).

## Biografi
Agapkin föddes 1884 i en torparfamilj i byn Shancherovo i provinsen Rjazan. Han blev tidigt föräldralös och han och hans syskon tvingades att tigga för att klara sitt uppehälle. Vid 10 års ålder blev han musikelev vid 308:e reservbataljonen. 1906 inkallades han till militärtjänst vid 16:e Tverska dragonregementet, som var stationerat i Tiflis. I slutet av militärtjänsten befanns sig Agapkin i Tambov, där han 1910 blev anställd som stabstrumpetare vid 7:e reservkavalleriregementet. Han kommenderades 1911-1915 som elev till Tambovs musikskola. Under det Första Balkankriget skrev Agapkin 1912 marschen "Den slaviska kvinnans avsked" för att hedra de ryska frivilliga i detta krig.
Efter examen från musikskolan 1915, blev Agapkin befordrad till musikdirektör. Efter Oktoberrevolutionen anmälde sig Agapkin som frivillig i Röda Armén 1918 och organiserade en trumpetarkår i 1:a Röda Husarregementet. År 1920 återvände han till Tambov, där han blev chef för en militärmusikkår tillhörig 117:e särskilda regementet i OGPU:s trupper. Den av Agapkin ledda militärmusikkåren deltog i Lenins begravning 1924. Agapkin blev 1930 chef för musikkåren vid OGPU:s centrala högskola. 
Efter Tysklands anfall mot Sovjetunionen, utsågs Agapkin till musiköverdirektör vid NKVD:s avdelta motoriserade skyttedivision "Dzerzjinskij", med tjänsteställning som överstes vederlike. Agapkin ledde den militärmusikkår som spelade under den berömda paraden på Röda torget i Moskva den 7 november, 1941. Den slaviska kvinnans avsked var en av fyra marscher som spelades under denna parad. Agapkins musikkår ingick i den stora kombinerade musikkåren vid Segerparaden 1945.

## Utmärkelser

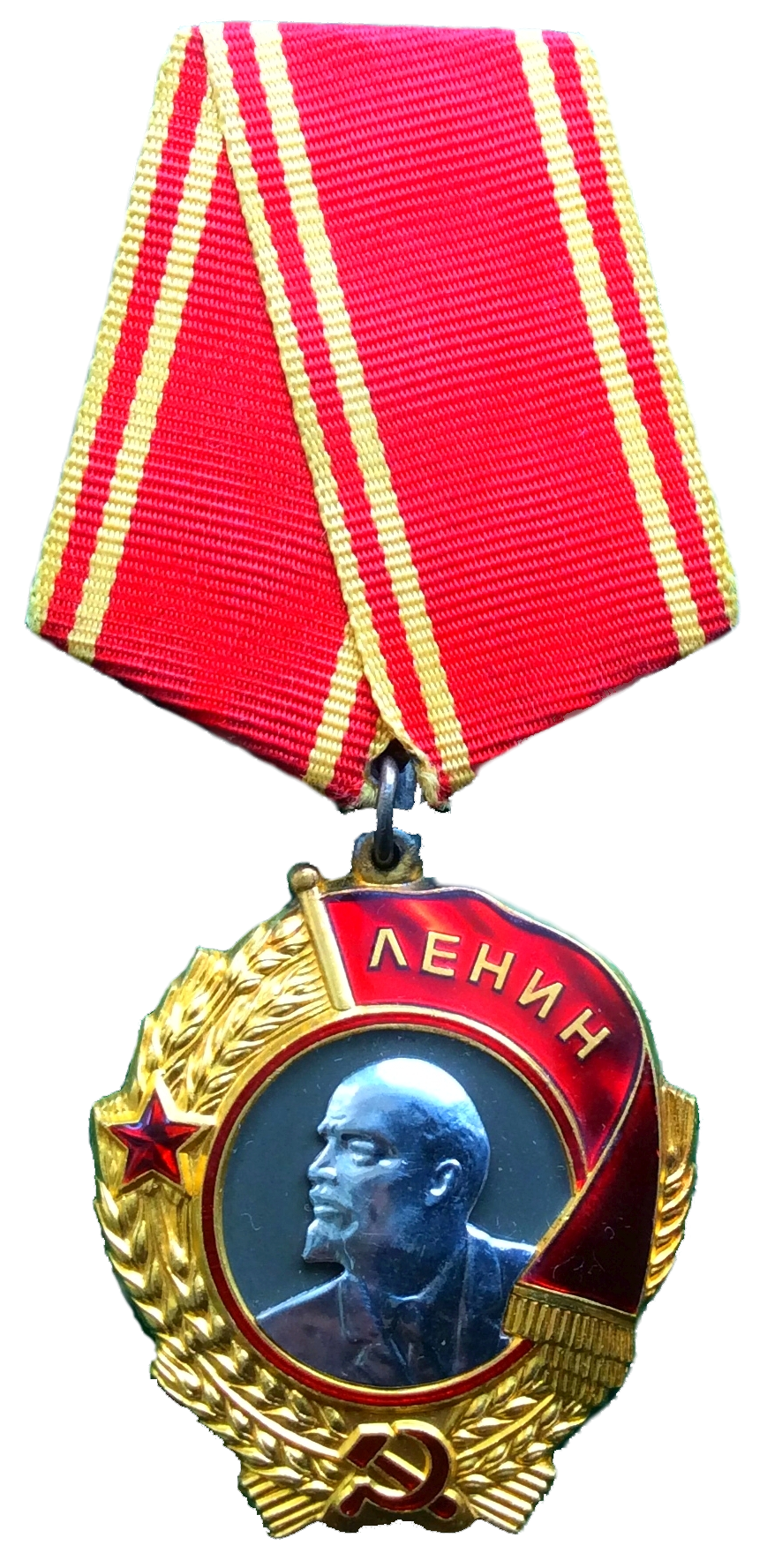
Leninorden.
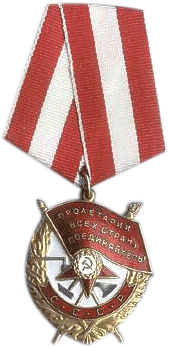
Röda Fanans orden.
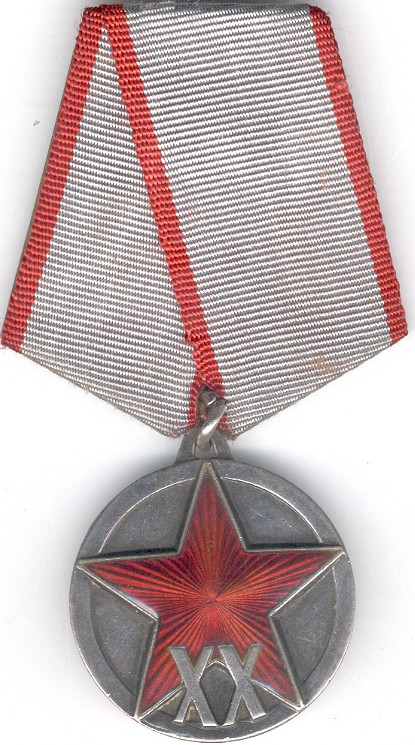
Jubileumsmedaljen "20 år sedan Röda Armén skapades".
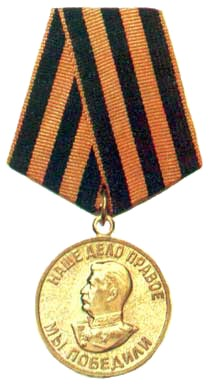
Medaljen "Seger över Tyskland".